# Sibrand Gratama

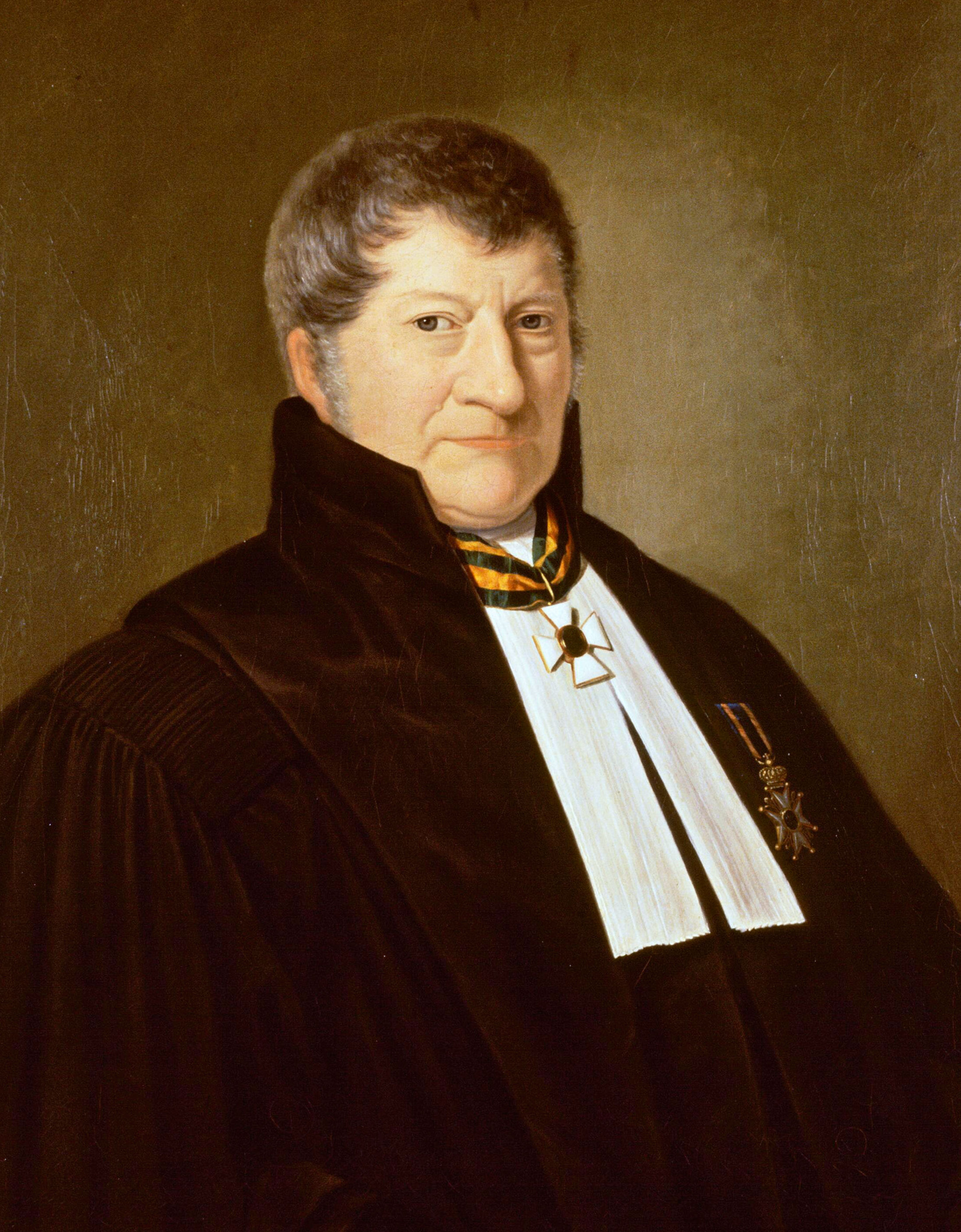
Mr. Sibrand Gratama, 1784 - 1858

Sibrand Gratama (Harlingen, 20 mei 1784 – Assen, 9 januari 1858) was een Nederlandse jurist en burgemeester.
Gratama werd geboren als zoon van advocaat mr. Seerp Gratama en Aafke Talma. Hij studeerde in Groningen, waar zijn vader kort daarvoor hoogleraar was geworden. Hij werd na zijn studie advocaat en procureur in Assen.
Gratama werd in 1810 door koning Lodewijk aangesteld als openbaar notaris en in 1811 benoemd tot rechter-plaatsvervanger in de rechtbank Assen. Hij huwt op 9 augustus 1812 met Johanna Gesina Oldenhuis Kymmell, dochter van Lucas Oldenhuis Kymmell en Margaretha Willinge. In deze periode laat hij het Gratamahuis bouwen aan de Vaart. Hij was in 1812 drie weken maire van Assen en van september 1816 tot 1824 was hij een van de drie burgemeesters van de stad. In 1824 werd Gratama benoemd tot rechter van instructie en in 1832 werd hij verheven tot president van de rechtbank.
Mr. Gratama was in 1823 oprichter en hoofdredacteur van de Provinciale Drentsche en Asser Courant (in 2001 opgegaan in het Dagblad van het Noorden). Hij werd door Willem II benoemd tot Ridder in de Orde van de Nederlandse Leeuw (1824) en door Willem III tot Commandeur in de Orde van de Eikenkroon (1854).
Sibrand Gratama overleed op 73-jarige leeftijd in Assen, waar hij werd begraven op de Noorderbegraafplaats. De Burgemeester Gratamastraat werd naar hem vernoemd.
Hij was de vader van Lucas Oldenhuis Gratama, Jan Albert Willinge Gratama, Bernard Jan Gratama en Koenraad Wolter Gratama.
- Biografisch Portaal: 35072052
- Digitale Bibliotheek voor de Nederlandse Letteren: grat002
- International Standard Name Identifier: 0000 0003 9752 3053
- Nederlandse Thesaurus van Auteursnamen: 068464932
- Istituto Centrale per il Catalogo Unico: UTOV514322
- Virtual International Authority File: 27448345
- WorldCat: E39PBJtcF7x6Tq6kjXY74BRBT3